# ボゴール宮殿
ボゴール宮殿（インドネシア語: Istana Bogor）は、インドネシアのボゴールにある宮殿。インドネシア大統領の6つある官邸のひとつである。元はオランダ領東インド総督の官邸だった。ボゴール植物園が隣接している。

## 歴史
ボゴールはジャカルタの南60㎞の高原にある都市で、オランダ植民地時代は避暑地として現地のオランダ人に人気があった。1745年、総督はここに3階建の別荘を建てた。後継の総督によって増築され「無憂宮殿」と呼ばれるようになった。しかし、1834年に大地震があり大きな損傷を受けた。総督府は建物を取り壊し本格的な総督官邸を建設する決定をした。
1856年、ボゴール宮殿が完成した。地震に対する備えから1階建になったがオランダ領東インド総督の官邸にふさわしい壮麗な建築となった。総督の公務はバタヴィア（ジャカルタ）のムルデカ宮殿で行われたが、ボゴール宮殿も頻繁に利用された。
1946年のインドネシア独立後、宮殿はインドネシア大統領官邸となった。初代大統領のスカルノはこの官邸を気に入りよく滞在したが、スハルト大統領以降はほとんど使われなくなったため、一般公開されて見学できるようになった。
2014年に大統領に就任したジョコ・ウィドドはこの官邸を公務の中心としていた。

## 建築
宮殿は本館の両側に西棟と東棟が連結した構造になっている。本館には大統領執務室や閣僚会議室などの公務用の部屋がある。西棟には大統領と家族の居住区がある。東棟には国賓の宿泊施設がある。敷地は28ヘクタールの広さがあり、ネパールから輸入された鹿が放し飼いになっている。かつて、ボゴール植物園は宮殿の敷地の一部だったが、現在は柵で分離されている。

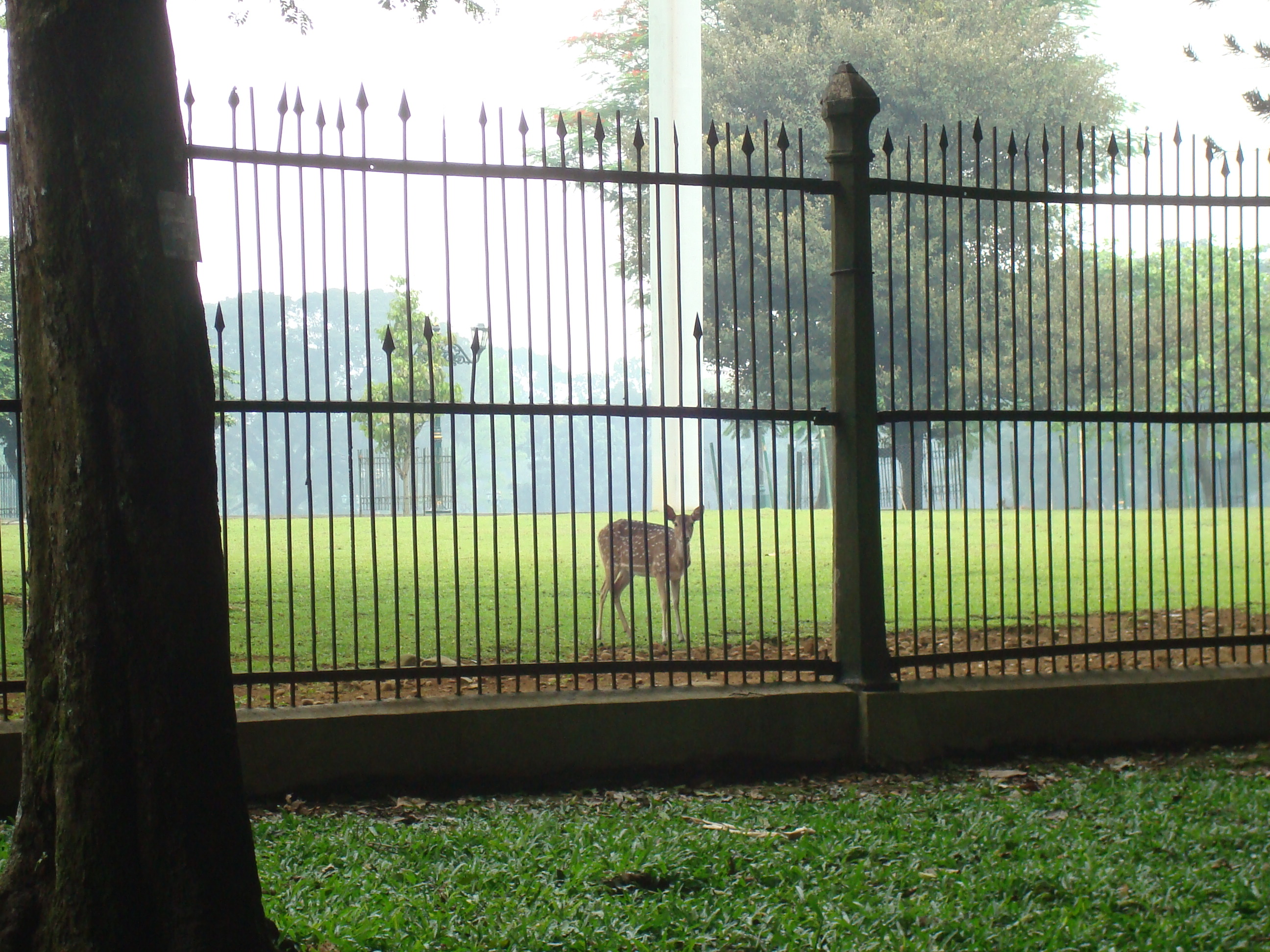
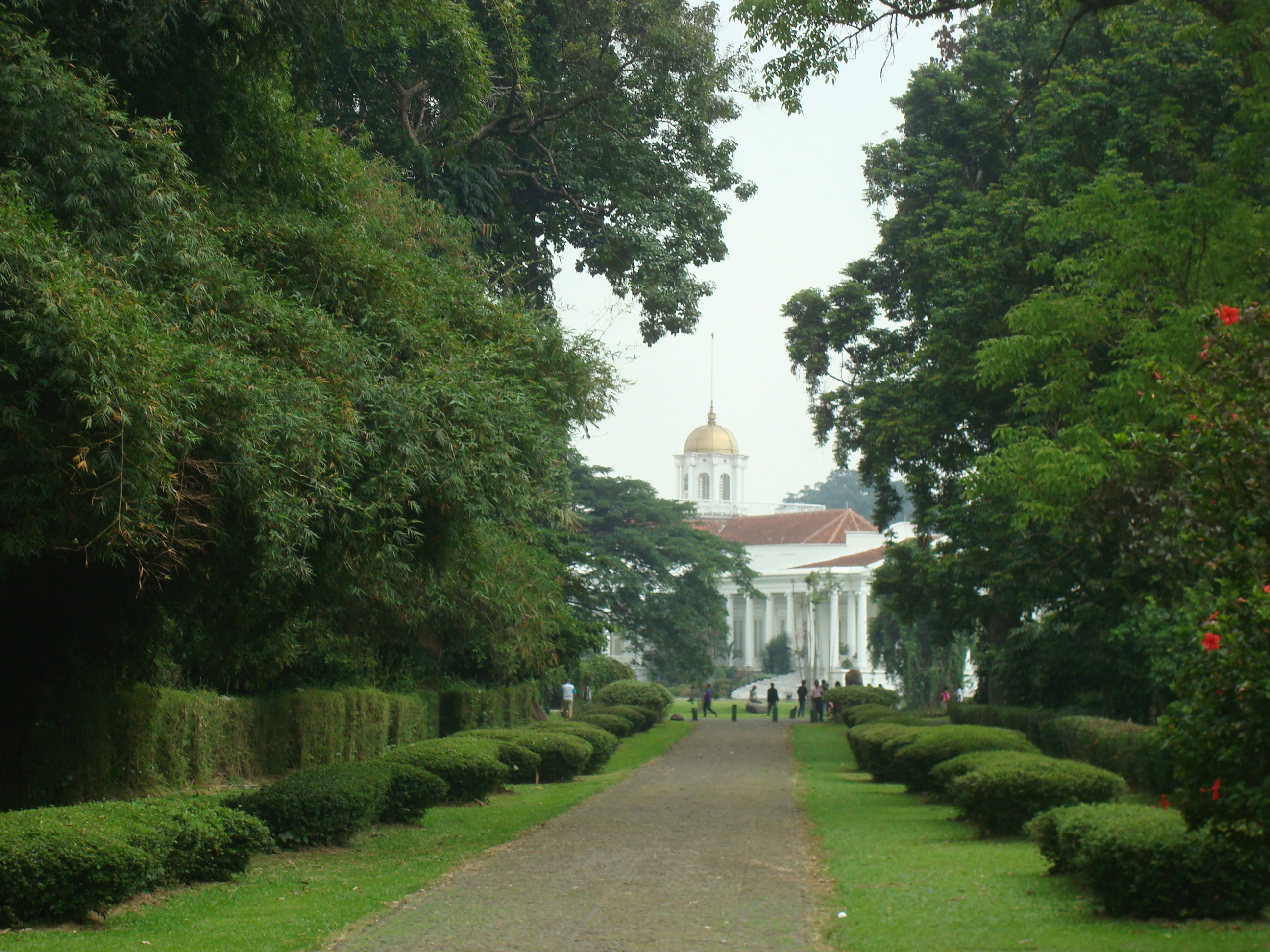
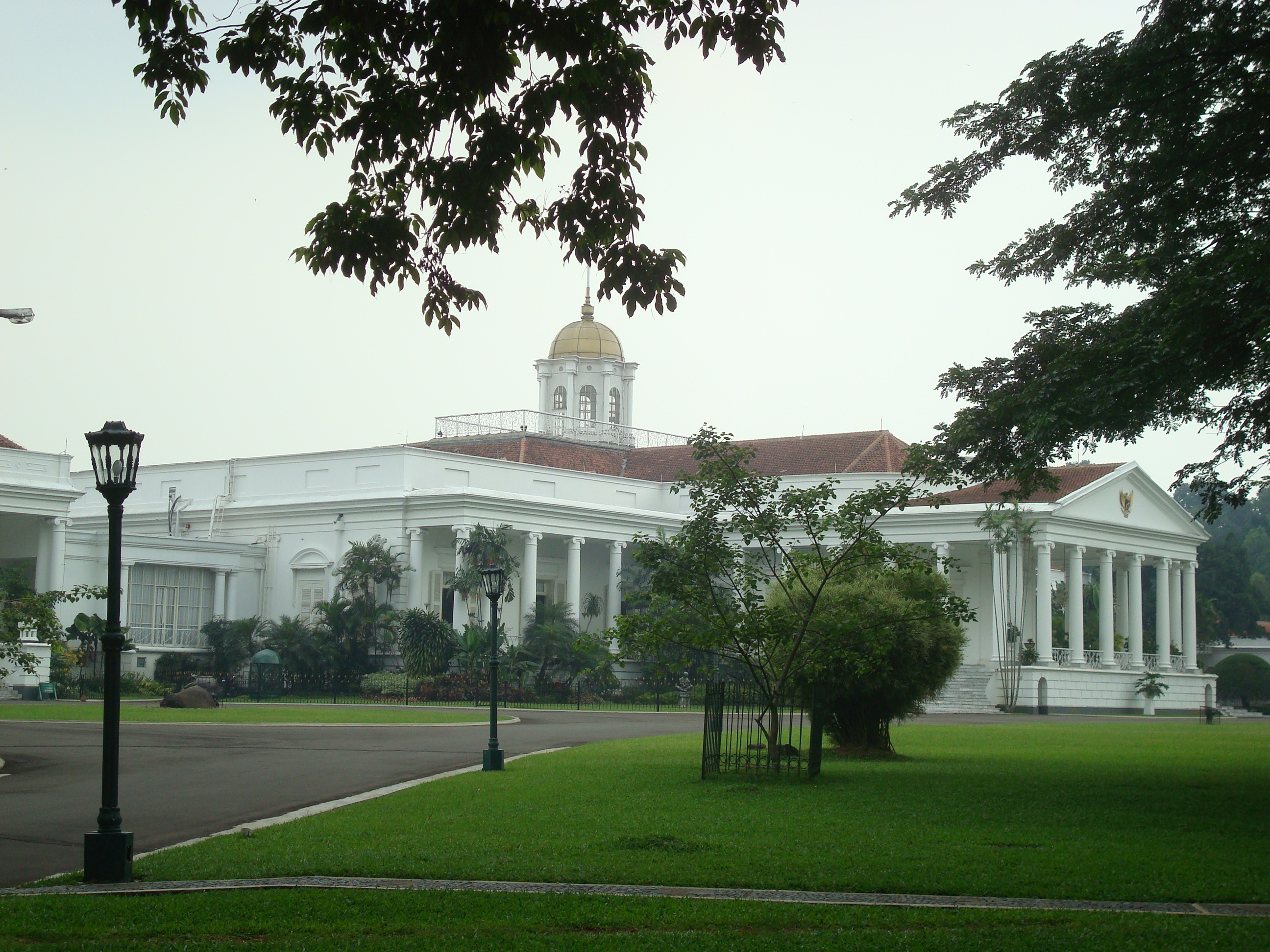